# صالح أبو خمرة الحربي
صالح أبو خمرة الحربي (2 سبتمبر 1960)، أمين عام حزب السلام العراقي والمنسق العام لقبيلة حرب في العراق وهو ابن الشيخ محمد الشيخ حسن الشيخ صالح أبوخمرة الحربي والده أحد شيوخ قبيلة حرب المهمين في العراق.

## مولده ونشأته
ولد في بغداد في 2 سبتمبر 1960، واهتم منذ العام 1974 بالسياسة عندما كان شابًا صغيرًا حيث كان مولعًا بالقراءة واقتناء الكتب الأدبية والسياسية.

## عن حياته
في عام 2000 خرج إلى إقليم كردستان وأعلن نفسه معارضًا للحكومة العراقية آنذاك وفي كردستان عمل في حركة الوفاق الوطني العراقي وعند سقوط حكومة صدام حسين ودخول الاحتلال الأمريكي إلى بغداد عاد من كردستان إلى كركوك حيث بدأ بمزاولة عمله السياسي بتأسيس مكتب للوفاق الوطني في محافظة كركوك وباشر بزيارات ميدانية يومية إلى مدن وقرى محافظة كركوك العربية، عقد عدة لقاءات ودية مع التيارات الكردية من كركوك وبدأ معهم مشاورات حول تشكيل الحكومة المحلية في كركوك في هذا الوقت أبلغه محمد خورشيد وهو من أنصار حركة الوفاق الوطني رسالة من الدكتور إياد علاوي يقول لهُ نحن لا نتدخل في وضع حكومة كركوك المحلية واترك الأمر للأكراد، وطلب منه المجيء إلى بغداد، وعند ذاك ذهب إلى بغداد والتقى الدكتور إياد علاوي فتبين له أنه لا يستطيع العمل في حركة الوفاق الوطني بوجود بعض الأشخاص الوصوليين في قيادة الحركة.
انسحب من حركة الوفاق الوطني العراقية بتاريخ 1 يونيو 2003 وانسحب معه الدكتور جليل البصري والدكتور حامد الراوي والعقيد هشام عبد السلام الصدر وفي تاريخ 6 يونيو 2003 أعلنوا تأسيس حزب السلام العراقي وفي المؤتمر التأسيسي للحزب انتخب صالح أبوخمرة الحربي أمينًا عامًا للحزب وفي المؤتمر العام الثالث للحزب الذي انعقد في 6 يونيو 2011 أعيد انتخابه أمينًا عامًا للحزب أيضًا.
أما فيما يخص عمله الاجتماعي فهو يعمل دائمًا على رص صفوف قبيلته قبيلة حرب في العراق فعمل على تأسيس مجلس عشائر حرب في العراق في 15 أبريل 2007 وتم تسجيله في وزارة المجتمع المدني في بغداد ولا يزال المنسق العام لهذا المجلس.